# Cobitis elazigensis
Cobitis elazigensis es una especie de peces de la familia Cobitidae en el orden de los Cypriniformes.

## Descripción
Es ovíparo.
Los machos pueden llegar alcanzar los 16,3 cm de longitud total.

## Hábitat y distribución
Es endémica de las cuencas de los ríos Tigris y Éufrates.